# Espen Bjervig
Espen Bjervig (ur. 30 czerwca 1972 r.) – norweski biegacz narciarski, srebrny medalista mistrzostw świata.

## Kariera
Nie startował na żadnych igrzyskach olimpijskich. W 1999 roku wystartował na mistrzostwach świata w Ramsau. Wspólnie z Erlingiem Jevne, Bjørnem Dæhlie i Thomasem Alsgaardem wywalczył srebrny medal w sztafecie 4 x 10 km. W indywidualnych startach był ósmy w biegu na 10 km stylem klasycznym oraz zajął 14. miejsce w biegu pościgowym 10+15 km. Na kolejnych mistrzostwach świata już nie startował.
Jego najlepszym sezonem w Pucharze Świata był sezon 1998/1999, kiedy w klasyfikacji generalnej zajął 7. miejsce, a w klasyfikacji sprintu był czwarty. Sześciokrotnie stawał na podium zawodów Pucharu Świata, w tym raz zwyciężył. W 2002 roku zdobył brązowy medal mistrzostw Norwegii w biegu na 30 km techniką klasyczną.

## Osiągnięcia

### Mistrzostwa świata
| Miejsce | Dzień     | Rok  | Miejscowość | Konkurencja             | Czas biegu | Strata | Zwycięzca       |
| ------- | --------- | ---- | ----------- | ----------------------- | ---------- | ------ | --------------- |
| 8.      | 22 lutego | 1999 | Ramsau      | 10 km stylem klasycznym | 24:19,2    | +32,8  | Mika Myllylä    |
| 14.     | 23 lutego | 1999 | Ramsau      | 10 km + 15 km pościgowy | 1:05:54,9  | +55,2  | Thomas Alsgaard |
| 2.      | 26 lutego | 1999 | Ramsau      | Sztafeta 4x10 km        | 1:35:07,5  | +0,2   | Austria         |

### Puchar Świata

#### Miejsca w klasyfikacji generalnej
- sezon 1996/1997: 68.
- sezon 1997/1998: 85.
- sezon 1998/1999: 7.
- sezon 1999/2000: 8.
- sezon 2000/2001: 50.
- sezon 2001/2002: 22.
- sezon 2002/2003: 51.

#### Miejsca na podium
| Nr | Dzień      | Rok  | Miejscowość | Konkurencja              | Czas biegu  | Strata  | Pozycja | Zwycięzca       |
| -- | ---------- | ---- | ----------- | ------------------------ | ----------- | ------- | ------- | --------------- |
| 1. | 13 grudnia | 1998 | Dobbiaco    | 15 km stylem klasycznym  | 1:01:20.5 h | +8.0 s  | 2       | Bjørn Dæhlie    |
| 2. | 5 stycznia | 1999 | Otepää      | 15 km stylem klasycznym  | 40:08.6 min | -       | 1       | -               |
| 3. | 9 stycznia | 1999 | Nové Město  | 15 km stylem klasycznym  | 42:27.4 min | +20.7 s | 3       | Bjørn Dæhlie    |
| 4. | 11 grudnia | 1999 | Sappada     | 10 km łączony            | 39:20.6 min | +28.9 s | 2       | Thomas Alsgaard |
| 5. | 18 grudnia | 1999 | Davos       | 30 km stylem klasycznym  | 1:16:30.8 h | +31.3 s | 2       | Frode Estil     |
| 6. | 27 grudnia | 1999 | Engelberg   | Sprint stylem klasycznym | -           | -       | 2       | Fabio Maj       |